# Daffy Duck
Daffy Duck is een personage uit de tekenfilmserie Looney Tunes / Merrie Melodies. Hij verscheen voor het eerst in 1937 in een filmpje van Porky Pig: Porky's Duck Hunt. In 1938 kreeg hij zijn eerste solo-film, Daffy Duck & Egghead.
Daffy is vooral bekend als tegenspeler van Bugs Bunny en Elmer Fudd.

## Personage
Daffy is een zwarte antropomorfe eend. Zijn persoonlijkheid verschilt sterk per filmpje, daar veel tekenaars en schrijvers in de loop der jaren hun eigen draai aan het personage hebben gegeven. Wat in elk geval overeind blijft is zijn opvliegende karakter en onhandigheid.
De originele versie van Daffy Duck werd bedacht door Tex Avery in 1937.  Hij liet het personage meespelen in het filmpje “Porky’s Duck Hunt”. Tekenaar Bob Clampett nam het personage daarna over voor een reeks filmpjes. In zijn filmpjes was Daffy een hyperactieve losbol die voortdurend door het scherm rent met de kreet "Hoo-hoo! Hoo-hoo!". 
Voor het filmpje "Daffy Doodles" werd Daffy door Robert McKimson een stuk kalmer gemaakt, en kreeg hij een iets ander uiterlijk. Het personage werd nadien gebruikt in een groot aantal filmpjes die vaak parodieën waren op bestaande verhalen, zoals Robin Hood. Toen Bugs Bunny het populairste personage van Warner Bros werd, besloten producers om Daffy tot zijn rivaal te maken. In de filmpjes met de twee is Daffy vaak jaloers op Bugs’ succes, en probeert tevergeefs populairder te worden dan hij. 
In de jaren 60 veranderde Daffy van protagonist naar antagonist, met name van het personage Speedy Gonzales. Zijn negatieve karaktertrekjes werden in deze filmpjes extra uitvergroot.

## Duck Dodgers
Een van de bekendste parodieën met Daffy in de hoofdrol is het filmpje Duck Dodgers in the 24½th Century, waarin Daffy de gedaante heeft van Duck Dodgers (een parodie op Buck Rogers). Duck Dodgers is een ruimteheld-eend. In deze films speelt Porky Pig de rol van de Young Cadet en Marvin the Martian de rol van Martian Commander. De Martian Commander is de grootste vijand van Duck Dodgers. Het originele filmpje met Daffy als Duck Dodgers verscheen in 1953. In 2003 volgde animatieserie "Duck Dodgers". Verder heeft Daffy een rol als Duck Dogers in de film Looney Tunes: Back in Action.

## Acteurs
- Mel Blanc
- Jeff Bergman
- Greg Burson
- Dee Bradley Baker
- Joe Alaskey
- Jeff Bennett
- Samuel Vincent
- Frank Gorshin
- Mel Tormé
- Bill Farmer
- Billy West

### Nederlandse stemacteurs
- David Verbeeck 1997-2011
- Thijs van Aken 2011-2024
- Jandino Asporaat 2025-heden